# Караглух
Караглух (вірм. Քարագլուխ) — село в марзі Вайоц-Дзор, на півдні Вірменії. Село розташоване на трасі Мартуні — Єхегнадзор, за 19 км на північний захід від останнього, між селами Таратумб (з заходу) та Саллі (з півдня).
15 травня 2007 р. в селі через сильний град різко підвищився рівень води в сільських ариках, затопивши прилеглі території. За попередньою інформацією, пошкоджені посівні площі, плодові сади та один житловий будинок.